# Митрополье (Московская область)
Митропо́лье (изначально Митропо́личье) — деревня в Пушкинском городском округе Московской области России, входит в состав городского поселения Софрино. Население — 376 чел. (2010).

## География
Расположена на севере Московской области, в северной части Пушкинского района, на Московском малом кольце А107, примерно в 15 км к северу от центра города Пушкино и 29 км от Московской кольцевой автодороги, на левом берегу реки Вязи бассейна Клязьмы.
В деревне 9 улиц — 1-я Солнечная, Лесная, Новая, Полевая, Свободы, Совхозная, Солнечная, Центральная и Шоссейная, приписано садоводческое товарищество.
В 4 км к востоку — линия Ярославского направления Московской железной дороги, в 7 км к востоку — Ярославское шоссе М8. Ближайшие населённые пункты — посёлок городского типа Софрино, деревни Нововоронино и Цернское, ближайшие железнодорожные станции — Софрино и платформа 43 км. Связана автобусным сообщением со станцией Зеленоградская.

## Население
| 1859 | 1890 | 1899 | 1926 | 2002 | 2006 | 2010 |
| ---- | ---- | ---- | ---- | ---- | ---- | ---- |
| 166  | ↗172 | ↗188 | ↗296 | ↗308 | ↗323 | ↗376 |

## История
Село Митрополичье - старинная вотчина Тучковых-Морозовых (первое упоминание в 1497 году). Владелец села, боярин Ивана III Василий Борисович "Тучко" Морозов, участвовал в походах на Новгород и осуществлял переговоры с городом в 1477 году. Но в 1480-е годы подвергся опале. Затем село перешло к его сыну и деду Андрея Курбского, Михаилу Васильевичу Тучкову-Морозову, а после него - к воеводе Василию Михайловичу. Согласно духовной грамоте Ивана Грозного, последним владельцем села Митрополичье был Михаил Тучков, умерший в 1567 году (брат М. В. Тучкова-Морозова). После него село переходит в государственное владение.
Село упоминается в приходной окладной книге Патриаршего Казённого Приказа за 1628 год как Митрополичье, с церковью Николая Чудотворца. В 1631 году — дворцовое село Бохова стана Московского уезда на речке Вязи.
В «Списке населённых мест» 1862 года — удельное село 1-го стана Дмитровского уезда Московской губернии по правую сторону Московско-Ярославского шоссе (из Ярославля в Москву), в 30 верстах от уездного города и 28 верстах от становой квартиры, при реке Вязи, с 26 дворами, православной церковью и 166 жителями (78 мужчин, 88 женщин).
По данным на 1899 год — село Богословской волости Дмитровского уезда с 188 жителями.
В 1913 году — 39 дворов, имелось земское училище.
По материалам Всесоюзной переписи населения 1926 года — центр Митропольского сельсовета Софринской волости Сергиевского уезда Московской губернии в 6,4 км от Ярославского шоссе и 4,3 км от станции Софрино Северной железной дороги, проживало 296 жителей (168 мужчин, 128 женщин), насчитывалось 60 хозяйств, из которых 58 крестьянских.
С 1929 года — населённый пункт в составе Пушкинского района Московского округа Московской области. Постановлением ЦИК и СНК от 23 июля 1930 года округа как административно-территориальные единицы были ликвидированы.
Административная принадлежность
1929—1930 гг. — центр Митропольского сельсовета Пушкинского района.
1930—1934 гг. — деревня Цернского сельсовета Зелёного города.
1934—1954 гг. — деревня Цернского сельсовета Пушкинского района.
1954—1957 гг. — деревня Первомайского сельсовета Пушкинского района.
1957—1960 гг. — деревня Первомайского сельсовета Мытищинского района.
1960—1962 гг. — деревня Первомайского сельсовета Калининградского района.
1962—1963, 1965—1968 гг. — деревня Майского сельсовета Пушкинского района.
1963—1965 гг. — деревня Майского сельсовета Мытищинского укрупнённого сельского района.
1968—1994 гг. — центр Майского сельсовета Пушкинского района.
1994—2006 гг. — центр Майского сельского округа Пушкинского района.
С 2006 года — деревня городского поселения Софрино Пушкинского муниципального района Московской области.